# Macropharyngodon moyeri
Macropharyngodon moyeri là một loài cá biển thuộc chi Macropharyngodon trong họ Cá bàng chài. Loài này được mô tả lần đầu tiên vào năm 1978.

## Từ nguyên
Từ định danh của loài được đặt theo tên của Jack T. Moyer, giám đốc của Trạm sinh học Tatsuo Tanaka, người đã tài trợ cho các tác giả trong quá trình nghiên cứu tại Miyakejima.

## Phạm vi phân bố và môi trường sống
M. moyeri có phạm vi phân bố ở Tây Bắc Thái Bình Dương. Loài này được tìm thấy ở vùng biển phía nam Nhật Bản, bao gồm quần đảo Ryukyu và quần đảo Izu, cũng như đảo Đài Loan. M. moyeri sống trên nền đáy cát và đá vụn có nhiều tảo ở độ sâu khoảng từ 7 đến 17 m.

## Mô tả
M. moyeri có chiều dài cơ thể tối đa được ghi nhận là 12 cm. Cá cái có màu nâu da cam sẫm phớt màu xanh lục; ngực và bụng phớt màu hồng tím. Nắp mang có một đốm đen với một đốm màu lục bao quanh. Mõm và nửa đầu dưới màu vàng lục. Nửa đầu trên màu nâu sẫm với các đốm và sọc màu đỏ cam. Vảy có các đốm màu đỏ cam. Một vùng màu cam phớt đỏ bao quanh gốc vây ngực. Vây lưng và vây hậu môn có dải màu xanh lục ở gốc vây với dải màu đen cận rìa. Vây đuôi màu xanh lam nhạt, phớt màu lục nhạt ở gốc. Vây bụng và vây ngực trong suốt. Cá đực tương tự cá cái nhưng màu sắc sáng hơn. Cá con có các đốm đen trên vây hậu môn và vây lưng.
Số gai ở vây lưng: 9; Số tia vây ở vây lưng: 12; Số gai ở vây hậu môn: 3; Số tia vây ở vây hậu môn: 12; Số tia vây ở vây ngực: 10; Số gai ở vây bụng: 1; Số tia vây ở vây bụng: 5.